# كريستيان سارامانيا
كريستيان سارامانيا (29 ديسمبر 1951 ببايون في فرنسا - ) (بالفرنسية: Christian Sarramagna) هو مدرب كرة قدم ولاعب كرة قدم فرنسي في مركز الهجوم. شارك مع منتخب فرنسا ب لكرة القدم ‏ ومنتخب فرنسا لكرة القدم. أما مع النوادي، فقد لعب مع نادي سانت إتيان ونادي مونبلييه ونادي ميلوز وIndépendante Pont-Saint-Esprit ‏.

## روابط خارجية
- كريستيان سارامانيا على موقع قاعدة بيانات كرة القدم.إي يو (الإنجليزية)
- كريستيان سارامانيا على موقع ناشيونال فوتبول تيمز (الإنجليزية)
- كريستيان سارامانيا على موقع عالم كرة القدم.نت (الإنجليزية)